# Microdalyellia rastafariae
Microdalyellia rastafariae is een platworm (Platyhelminthes). De worm is tweeslachtig. De soort leeft in of nabij zoet water.
Het geslacht Microdalyellia, waarin de platworm wordt geplaatst, wordt tot de familie Dalyelliidae gerekend. De wetenschappelijke naam van de soort werd in 1999 oorspronkelijk gepubliceerd als Gieysztoria rastafariae door Therriault & Kolasa. In 2007 werd de soort ondergebracht in het genus Microdalyellia door Willems et al.